# Louise Rasmussen
Louise Christine Rasmussen (Copenaghen, 21 aprile 1815 – Genova, 6 marzo 1874) è stata una ballerina e attrice teatrale danese.
Fu l'amante e successivamente la moglie morganatica del re Federico VII di Danimarca. Nonostante non sia mai stata regina consorte, ufficialmente portò il titolo di Contessa.

## Biografia
Louise Rasmussen era la figlia della domestica non sposata Juliane Caroline Rasmussen e del commerciante Gotthilf L. Køppen. Dal 1826 studiò alla scuola di balletto dell'Opera di Copenaghen e divenne una ballerina figurante nel 1835. Nel 1841 ebbe un figlio  con il tipografo Carl Berling, erede del giornale Berlingske Tidende, uno dei più importanti giornali danesi. Si ritirò dal balletto nel 1842 e aprì un negozio di moda.
Conobbe il principe ereditario Federico grazie a Berling negli anni 1830 ed ebbe una relazione con lui durante gli anni 1840. Federico divenne re nel 1848. Voleva sposare Louise, ma il governo glielo proibì, dato che Federico era senza figli e nessun bambino nato da un matrimonio con Louise avrebbe avuto diritto al trono. La legge riformata del 1849, tuttavia, rese il re così popolare da poter avverare il suo desiderio.
L'8 agosto 1850 Louise Rasmussen ricevette il titolo di Contessa di Danner e sposò Federico a Frederiksborg Slotskirke. Divenne moglie morganatica del re Federico, e quindi non regina, sicché i possibili figli dell'unione non avrebbero avuto diritto al trono. Il matrimonio fu accolto con grande antipatia e opposizione, soprattutto da parte dell'alta borghesia e della nobiltà, che lo considerarono un errore. Louise fu accolta con umiliazione e disprezzo nei circoli sociali. In un'occasione, per esempio, Federico e Louise parteciparono a una cena formale con molti membri della più alta nobiltà: nell'occasione in questione, era usanza della nobiltà proporre un brindisi alla sposa del monarca. Questa volta, tuttavia, nessuno propose un brindisi. Infine Federico perse la pazienza, si alzò e disse apertamente: "Poiché nessuno qui proporrà un brindisi a mia moglie, lo farò 'io!".
Louise non era considerata un membro dell'alta società né aveva alcun diritto a parteciparvi: non fu mai debuttante o introdotta formalmente alla corte reale e all'alta società come una nobildonna. Federico tentò di far conoscere Louise all'alta società, presentandola alla matrigna, la regina vedova Caroline Amalie, organizzando una visita formale tra loro, e poi chiese che le donne in attesa della regina vedova tornassero a visitare Louise, come da consuetudine. Tuttavia, Caroline Amalie dichiarò di aver accettato di ricevere Louise esclusivamente per essere gentile con il re e con la consapevolezza che la visita doveva essere non ufficiale e che Louise non poteva quindi essere considerata introdotta formalmente nella società: gli ricordò che nessun funzionario era stato presente al suo matrimonio perché lui stesso aveva desiderato che fosse un matrimonio non ufficiale, e se le sue donne avessero visitato Louise, l'intera faccenda sarebbe diventata ufficiale. La lettera della regina vedova fu vista come un insulto e un rifiuto a Louise e fece arrabbiare Federico, che si rifiutò di dare una risposta e lasciò cadere la questione.
Nel 1854 la coppia acquistò il maniero Jægerspris Slot come luogo dove trascorrere la propria vita privata e, dopo la morte di Federico nel 1863, Louise vi condusse una vita discreta. Nel 1873 fondò la Fondazione per le donne povere della classe operaia, dedicata a Federico VII, e alla sua morte lasciò Jægerspris Slot a beneficio delle ragazze povere e bisognose.